# ISO 3166-2:PH
ISO 3166-2:PH è uno standard ISO che definisce i codici geografici delle suddivisioni delle Filippine; è un sottogruppo dello standard ISO 3166-2.
I codici sono assegnati a due livelli di suddivisioni: le 17 regioni, i cui codici sono formati da PH- più due cifre, e le 81 province, i cui codici sono formati da PH- (sigla ISO 3166-1 alpha-2 dello Stato) più tre lettere.

## Codici

### Regioni
| Codice | Regione                                 |
| ------ | --------------------------------------- |
| PH-05  | Bicol                                   |
| PH-40  | Calabarzon                              |
| PH-13  | Caraga                                  |
| PH-11  | Davao                                   |
| PH-01  | Ilocos                                  |
| PH-03  | Luzon Centrale                          |
| PH-41  | Mimaropa                                |
| PH-10  | Mindanao Settentrionale                 |
| PH-09  | Penisola di Zamboanga                   |
| PH-15  | Regione Amministrativa Cordillera       |
| PH-14  | Regione Autonoma nel Mindanao Musulmano |
| PH-00  | Regione Capitale Nazionale              |
| PH-12  | Soccsksargen                            |
| PH-02  | Valle di Cagayan                        |
| PH-07  | Visayas Centrale                        |
| PH-06  | Visayas Occidentale                     |
| PH-08  | Visayas Orientale                       |

### Province
| Codice | Provincia             | Regione di appartenenza                 |
| ------ | --------------------- | --------------------------------------- |
| PH-ABR | Abra                  | Regione Amministrativa Cordillera       |
| PH-AGN | Agusan del Norte      | Caraga                                  |
| PH-AGS | Agusan del Sur        | Caraga                                  |
| PH-AKL | Aklan                 | Visayas Occidentale                     |
| PH-ALB | Albay                 | Bicol                                   |
| PH-ANT | Antique               | Visayas Occidentale                     |
| PH-APA | Apayao                | Regione Amministrativa Cordillera       |
| PH-AUR | Aurora                | Luzon Centrale                          |
| PH-BAS | Basilan               | Regione Autonoma nel Mindanao Musulmano |
| PH-BAN | Bataan                | Luzon Centrale                          |
| PH-BTN | Batanes               | Valle di Cagayan                        |
| PH-BTG | Batangas              | Calabarzon                              |
| PH-BEN | Banguet               | Regione Amministrativa Cordillera       |
| PH-BIL | Biliran               | Visayas Orientale                       |
| PH-BOH | Bohol                 | Visayas Centrale                        |
| PH-BUK | Bukidnon              | Mindanao Settentrionale                 |
| PH-BUL | Bulacan               | Luzon Centrale                          |
| PH-CAG | Cagayan               | Valle di Cagayan                        |
| PH-CAN | Camarines Norte       | Bicol                                   |
| PH-CAS | Camarines Sur         | Bicol                                   |
| PH-CAM | Camiguin              | Mindanao Settentrionale                 |
| PH-CAP | Capiz                 | Visayas Occidentale                     |
| PH-CAT | Catanduanes           | Bicol                                   |
| PH-CAV | Cavita                | Calabarzon                              |
| PH-CEB | Cebu                  | Visayas Centrale                        |
| PH-COM | Davao de Oro          | Davao                                   |
| PH-DAV | Davao del Norte       | Davao                                   |
| PH-DAS | Davao del Sur         | Davao                                   |
| PH-DAO | Davao Oriental        | Davao                                   |
| PH-DIN | Isole Dinagat         | Caraga                                  |
| PH-DVO | Davao Occidental      | Davao                                   |
| PH-EAS | Eastern Samar         | Visayas Orientale                       |
| PH-GUI | Guimaras              | Visayas Occidentale                     |
| PH-IFU | Ifugao                | Regione Amministrativa Cordillera       |
| PH-ILN | Ilocos Norte          | Ilocos                                  |
| PH-ILS | Ilocos Sur            | Ilocos                                  |
| PH-ILI | Iloilo                | Visayas Occidentale                     |
| PH-ISA | Isabela               | Valle di Cagayan                        |
| PH-KAL | Kalinga               | Regione Amministrativa Cordillera       |
| PH-LAG | Laguna                | Calabarzon                              |
| PH-LAN | Lanao del Norte       | Mindanao Settentrionale                 |
| PH-LAS | Lanao del Sur         | Regione Autonoma nel Mindanao Musulmano |
| PH-LUN | La Union              | Ilocos                                  |
| PH-LEY | Leyte                 | Visayas Orientale                       |
| PH-MAD | Marinduque            | Mimaropa                                |
| PH-MAS | Masbate               | Bicol                                   |
| PH-MDC | Mindoro Occidentale   | Mimaropa                                |
| PH-MDR | Mindoro Orientale     | Mimaropa                                |
| PH-MGN | Maguindanao del Norte | Regione Autonoma nel Mindanao Musulmano |
| PH-MGS | Maguindanao del Sur   | Regione Autonoma nel Mindanao Musulmano |
| PH-MSC | Misamis Occidental    | Mindanao Settentrionale                 |
| PH-MSR | Misamis Oriental      | Mindanao Settentrionale                 |
| PH-MOU | Mountain              | Regione Amministrativa Cordillera       |
| PH-NEC | Negros Occidental     | Visayas Occidentale                     |
| PH-NER | Negros Oriental       | Visayas Centrale                        |
| PH-NCO | Cotabato              | Soccsksargen                            |
| PH-NSA | Northern Samar        | Visayas Orientale                       |
| PH-NUE | Nueva Ecija           | Luzon Centrale                          |
| PH-NUV | Nueva Vizcaya         | Valle di Cagayan                        |
| PH-PLW | Palawan               | Mimaropa                                |
| PH-PAM | Pampanga              | Luzon Centrale                          |
| PH-PAN | Pangasinan            | Ilocos                                  |
| PH-QUE | Quezon                | Calabarzon                              |
| PH-QUI | Quirino               | Valle di Cagayan                        |
| PH-RIZ | Rizal                 | Calabarzon                              |
| PH-ROM | Romblon               | Mimaropa                                |
| PH-SAR | Sarangani             | Soccsksargen                            |
| PH-SIG | Siquijor              | Visayas Centrale                        |
| PH-SOR | Sorsogon              | Bicol                                   |
| PH-SCO | South Cotabato        | Soccsksargen                            |
| PH-SLE | Leyte Meridionale     | Visayas Orientale                       |
| PH-SUK | Sultan Kudarat        | Soccsksargen                            |
| PH-SLU | Sulu                  | Regione Autonoma nel Mindanao Musulmano |
| PH-SUN | Surigao del Norte     | Caraga                                  |
| PH-SUR | Surigao del Sur       | Caraga                                  |
| PH-TAR | Tarlac                | Luzon Centrale                          |
| PH-TAW | Tawi-Tawi             | Regione Autonoma nel Mindanao Musulmano |
| PH-WSA | Samar                 | Visayas Orientale                       |
| PH-ZMB | Zambales              | Luzon Centrale                          |
| PH-ZAN | Zamboanga del Norte   | Penisola di Zamboanga                   |
| PH-ZAS | Zamboanga del Sur     | Penisola di Zamboanga                   |
| PH-ZSI | Zamboanga Sibugay     | Penisola di Zamboanga                   |